# Liste der Gemeinden im Burgenland
Das Burgenland gliedert sich in 171 politisch selbstständige Gemeinden. Die Liste enthält alle Gemeindenamen und eingerückt die Katastralgemeinden (KG).
Legende:
- Gemeindename nach Kommunalverwaltung
  - Gemeindename in normaler Schrift: es gibt zusätzlich eine Katastralgemeinde mit gleichem Namen.
  - Gemeindename in kursiver Schrift: es gibt keine Katastralgemeinde gleichen Namens.
- Eingerückt findet man die dazugehörigen Katastralgemeinden.
  - Katastralgemeinden, die nicht auch gleichzeitig eine Ortschaft sind, sind unverlinkt.
- Name unterstrichen (falls angegeben): Hauptort der Gemeinde (Name der Ortschaft nach Amtlicher Statistik der Statistik Austria)
- Anm: Der Name der Katastralgemeinde wird im amtlichen Kataster vom Bundesamt für Eich- und Vermessungswesen geführt, daher können Name der Gemeinde, der dazugehörenden Katastralgemeinde, und der Ortschaft unterschiedlich sein
  - Name in Klammer ist neuere Schreibweise (Umbenennungen)

Gebietsstand: unbek.
- Einzelne Orte einer Gemeinde findet man aufgrund des Umfanges nur auf den Bezirksseiten

Diese Liste soll dazu dienen, Artikel zu fehlenden Orten zu schreiben, deshalb keine redirects auf direkte Links umstellen. Alle Artikel über die Orte in diesem Bundesland finden sich unter Kategorie:Ort im Burgenland.

## A
- Andau
- Antau/Otava
- Apetlon

## B
- Bad Sauerbrunn
  - Sauerbrunn
- Bad Tatzmannsdorf
  - Jormannsdorf
  - Sulzriegel
- Badersdorf
- Baumgarten/Pajngrt
- Bernstein
  - Dreihütten
  - Redlschlag
  - Rettenbach
  - Stuben
- Bildein
  - Oberbildein
  - Unterbildein
- Bocksdorf
- Breitenbrunn am Neusiedler See
- Bruckneudorf
  - Kaisersteinbruch
  - Königshof
- Burgauberg-Neudauberg
  - Burgauberg
  - Neudauberg

## D
- Deutsch Jahrndorf
- Deutsch Kaltenbrunn
  - Rohrbrunn
- Deutsch Schützen-Eisenberg
  - Deutsch Schützen
  - Edlitz
  - Eisenberg an der Pinka
  - Höll
  - St. Kathrein im Burgenland
- Deutschkreutz
  - Girm
- Donnerskirchen
- Draßburg/Rasporak
- Draßmarkt
  - Karl
  - Oberrabnitz

## E
- Eberau
  - Gaas
  - Kroatisch Ehrensdorf
  - Kulm
  - Winten
- Edelstal
- Eisenstadt
  - Oberberg-Eisenstadt
  - Unterberg-Eisenstadt
  - Kleinhöflein im Burgenland
  - St. Georgen am Leithagebirge
- Eltendorf
  - Eltendorf
  - Zahling

## F
- Forchtenstein
  - Forchtenau
  - Neustift an der Rosalia
- Frankenau-Unterpullendorf
  - Frankenau/Frakanava
  - Großmutschen/Mučindrof
  - Kleinmutschen/Pervane
  - Unterpullendorf/Dolnja Pulja
- Frauenkirchen

## G
- Gattendorf
- Gerersdorf-Sulz
  - Gerersdorf bei Güssing
  - Rehgraben
  - Sulz im Burgenland
- Gols
- Grafenschachen
  - Kroisegg
- Großhöflein
- Großmürbisch
- Großpetersdorf
  - Kleinpetersdorf
  - Kleinzicken
  - Miedlingsdorf
  - Welgersdorf
- Großwarasdorf/Veliki Borištof
  - Kleinwarasdorf/Mali Borištof
  - Nebersdorf/Šuševo
- Güssing
  - Glasing
  - Krottendorf bei Güssing
  - Rosenberg bei Güssing
  - St. Nikolaus
  - Steingraben
  - Urbersdorf
- Güttenbach/Pinkovac

## H
- Hackerberg
- Halbturn
- Hannersdorf
  - Burg
  - Woppendorf
- Heiligenbrunn
  - Deutsch Bieling
  - Hagensdorf im Burgenland
  - Luising
  - Reinersdorf
- Heiligenkreuz im Lafnitztal
  - Poppendorf im Burgenland
- Heugraben
- Hirm
- Horitschon
  - Unterpetersdorf
- Hornstein/Vorištan

## I
- Illmitz
- Inzenhof

## J
- Jabing
- Jennersdorf
  - Grieselstein
  - Henndorf im Burgenland
  - Rax
- Jois

## K
- Kaisersdorf/Kalištrof
- Kemeten
- Kittsee
- Kleinmürbisch
- Klingenbach/Klimpuh
- Kobersdorf
  - Lindgraben
  - Oberpetersdorf
- Kohfidisch
  - Harmisch
  - Kirchfidisch
- Königsdorf
- Krensdorf
- Kukmirn
  - Eisenhüttl
  - Limbach im Burgenland
  - Neusiedl bei Güssing

## L
- Lackenbach
- Lackendorf
- Leithaprodersdorf
- Litzelsdorf
- Lockenhaus
  - Glashütten bei Langeck
  - Hammerteich
  - Hochstraß
  - Langeck
- Loipersbach im Burgenland
  - Loipersbach
- Loipersdorf-Kitzladen
  - Kitzladen
  - Loipersdorf im Burgenland
- Loretto
- Lutzmannsburg
  - Strebersdorf

## M
- Mannersdorf an der Rabnitz
  - Klostermarienberg
  - Rattersdorf-Liebing
  - Unterloisdorf
- Mariasdorf
  - Bergwerk
  - Grodnau
  - Neustift bei Schlaining
  - Tauchen
- Markt Allhau
  - Buchschachen
  - Allhau Markt
- Markt Neuhodis
  - Althodis/Stari Hodas
  - Neuhodis Markt
- Markt Sankt Martin
  - Landsee
  - Neudorf bei Landsee
  - St. Martin
- Marz
- Mattersburg
  - Walbersdorf
- Minihof-Liebau
  - Tauka
  - Windisch-Minihof
- Mischendorf
  - Großbachselten
  - Kleinbachselten
  - Kotezicken
  - Neuhaus in der Wart
  - Rohrbach an der Teich
- Mogersdorf
  - Deutsch Minihof
  - Wallendorf
- Mönchhof
- Mörbisch am See
- Moschendorf
- Mühlgraben
- Müllendorf

## N
- Neckenmarkt
  - Haschendorf
- Neuberg im Burgenland/Nova Gora
  - Neuberg/Nova Gora
- Neudorf/Novo Selo
  - Neudorf bei Parndorf/Novo Selo
- Neudörfl
- Neufeld an der Leitha
- Neuhaus am Klausenbach
  - Bonisdorf
  - Kalch
  - Krottendorf bei Neuhaus
- Neusiedl am See
- Neustift an der Lafnitz
- Neustift bei Güssing
- Neutal
- Nickelsdorf
- Nikitsch/Filež
  - Kroatisch Geresdorf/Gerištof
  - Kroatisch Minihof/Mjenovo

## O
- Oberdorf im Burgenland
  - Oberdorf
- Oberloisdorf
- Oberpullendorf/Felsőpulya
  - Mitterpullendorf
- Oberschützen
  - Aschau im Burgenland
  - Schmiedrait
  - Unterschützen
  - Willersdorf
- Oberwart/Felsőőr
  - St. Martin in der Wart
- Oggau am Neusiedler See
- Olbendorf
- Ollersdorf im Burgenland
  - Ollersdorf
- Oslip/Uzlop

## P
- Pama/Bijelo Selo
- Pamhagen
- Parndorf/Pandrof
- Pilgersdorf
  - Bubendorf
  - Deutsch Gerisdorf
  - Kogl
  - Lebenbrunn
  - Salmannsdorf
  - Steinbach
- Pinkafeld
  - Hochart
- Piringsdorf
- Podersdorf am See
- Pöttelsdorf
- Pöttsching
- Potzneusiedl
- Purbach am Neusiedler See

## R
- Raiding
- Rauchwart
- Rechnitz
- Riedlingsdorf
- Ritzing
- Rohr im Burgenland
- Rohrbach bei Mattersburg
- Rotenturm an der Pinka
  - Siget in der Wart/Őrisziget
  - Spitzzicken/Hrvatski Cikljin
- Rudersdorf
  - Dobersdorf
- Rust

## S
- Sankt Andrä am Zicksee
  - Sankt Andrä
- Sankt Margarethen im Burgenland
  - St. Margarethen
- Sankt Martin an der Raab
  - Doiber
  - Eisenberg an der Raab
  - Gritsch
  - Neumarkt an der Raab
  - Oberdrosen
  - Welten
- Sankt Michael im Burgenland
  - Gamischdorf
  - Schallendorf im Burgenland
- Schachendorf/Čajta
  - Dürnbach im Burgenland/Vincjet
- Schandorf/Čemba
- Schattendorf
- Schützen am Gebirge
- Siegendorf/Cindrof
- Sieggraben
- Sigleß
- Stadtschlaining
  - Altschlaining
  - Drumling
  - Goberling
  - Neumarkt im Tauchental
- Stegersbach
- Steinberg-Dörfl
  - Dörfl
  - Steinberg
- Steinbrunn/Štikapron
- Stinatz/Stinjaki
- Stoob
- Stotzing
- Strem
  - Deutsch Ehrensdorf
  - Steinfurt
  - Sumetendorf

## T
- Tadten
- Tobaj
  - Deutsch Tschantschendorf
  - Hasendorf im Burgenland
  - Kroatisch Tschantschendorf
  - Punitz
  - Tudersdorf
- Trausdorf an der Wulka/Trajštof
- Tschanigraben

## U
- Unterfrauenhaid
- Unterkohlstätten
  - Glashütten bei Schlaining
  - Günseck
  - Holzschlag
  - Oberkohlstätten
- Unterrabnitz-Schwendgraben
  - Schwendgraben
  - Unterrabnitz
- Unterwart/Alsóőr

## W
- Wallern im Burgenland
- Weichselbaum
  - Krobotek
  - Rosendorf
- Weiden am See
- Weiden bei Rechnitz/Bandol
  - Allersdorf/Ključarevci
  - Allersgraben/Širokani
  - Mönchmeierhof/Marof
  - Oberpodgoria/Podgorje
  - Podler/Poljanci
  - Rauhriegel/Rorigljin
  - Rumpersdorf/Rupišće
  - Unterpodgoria/Bošnjakov Brig
  - Zuberbach/Sabara
- Weingraben/Bajngrob
- Weppersdorf
  - Kalkgruben
  - Tschurndorf
- Wiesen
- Wiesfleck
  - Schönherrn
  - Schreibersdorf
  - Weinberg im Burgenland
- Wimpassing an der Leitha
- Winden am See
  - Winden
- Wolfau
- Wörterberg
- Wulkaprodersdorf/Vulkaprodrštof

## Z
- Zagersdorf/Cogrštof
- Zemendorf-Stöttera
  - Stöttera
  - Zemendorf
- Zillingtal/Celindof
- Zurndorf

- Karte mit allen verlinkten Seiten:
- OSM |
- WikiMap